# Yadong Shuiku
Yadong Shuiku är en reservoar i Kina. Den ligger i provinsen Jilin, i den nordöstra delen av landet, omkring 340 kilometer öster om provinshuvudstaden Changchun. Trakten runt Yadong Shuiku består till största delen av jordbruksmark.
Genomsnittlig årsnederbörd är 952 millimeter. Den regnigaste månaden är juli, med i genomsnitt 235 mm nederbörd, och den torraste är januari, med 7 mm nederbörd.